# (37939) Hašler
(37939) Hašler, désignation internationale (37939) Hasler, est un astéroïde de la ceinture principale.

## Description
(37939) Hasler est un astéroïde de la ceinture principale. Il fut découvert le 16 avril 1998 à l'Observatoire d'Ondřejov par Lenka Šarounová. Il présente une orbite caractérisée par un demi-grand axe de 2,57 UA, une excentricité de 0,09 et une inclinaison de 15,0° par rapport à l'écliptique.

## Compléments